# Jan Kulma

Maski stosujemy w teatrze i w życiu. Według Kulmów aktorstwo jest rodzajem egzystencji, projektującej wieloosobowość, warunkiem twórczego i moralnego życia.

Jan Kulma (ur. 13 grudnia 1924, zm. 30 sierpnia 2019) – polski reżyser teatralny i telewizyjny, muzyk (kompozytor i wykonawca), filozof i pisarz; żołnierz AK, uczestnik powstania warszawskiego; mąż poetki Joanny Kulmowej, współzałożyciel Warszawskiej Opery Kameralnej.

## Życiorys

### Przedwojenne dzieciństwo i wstyd
Swoje przedwojenne środowisko rodzinne Jan Kulma barwnie opisał (łamiąc niekiedy dzisiejsze kanony historiografii II RP i odwołując się do teraźniejszości) w książce Dykteryjki przedśmiertne – zbiorze esejów-gawęd .
Był synem Heleny Kulmowej z d. Wałukiewicz, szefowej biura w Senacie. Ojciec, Szczepan Kulma, był kapitanem Wojska Polskiego (zob. Batalion Szkolny Saperów Kolejowych), dziadek – marszałkiem Senatu. Do rodziny należeli też m.in. „wujek Bronek” – prezes honorowy polskiej sekcji YMCA, „ciocia Zosia” z syndykalistą „wujem Szwedowskim”, „ciocia Kazia”, żona marszałka Senatu (zob. Senat II Rzeczypospolitej), członka BBWR (Julian Szymański),

Godzę się pokornie na zmianę czasów i obyczajów, ale proszę uprzejmie, aby nie zmieniano historii moich zaprzeszłych czasów i moich zaprzeszłych obyczajów. A ponieważ zakłamanie historii stało się dziś obowiązującą prawdą, więc pomyślałem, że warto […] upomnieć się o prawdę, którą osobiście przeżyłem.

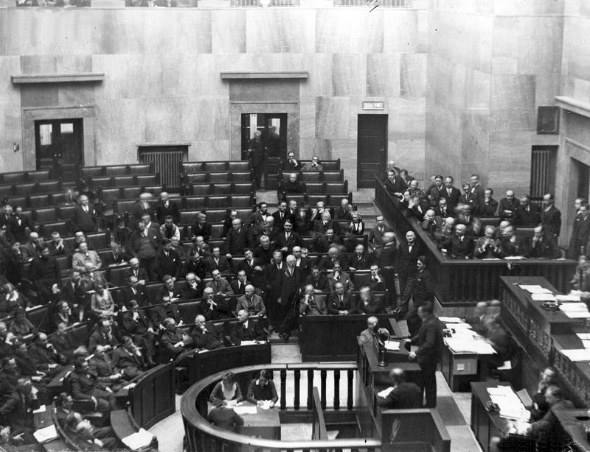
Będąc w wieku szkolnym, Jan Kulma uważnie obserwował swoje otoczenie. Napisanie Dykteryjek przedśmiertnych uzasadnił, pisząc m.in.

Jan Kulma mieszkał z rodzicami w pałacyku obok Senatu, w mieszkaniu, które przekazał im Jerzy Barański – wicemarszałek IV kadencji. Zapamiętał wstyd, który odczuł, mając 7 lub 8 lat, gdy ojciec zwrócił mu uwagę na przywileje nieprzysługujące innym dzieciom, które np. nie mogą bawić się w parku sejmowym i senackim, nie chodzą do miłej szkoły w pobliskim pałacyku na rogu al. Szucha. Ten sam wstyd czuł wielokrotnie, np. wtedy, gdy wujek Bronek trzymał go za rękę, odbierając defiladę uczestników wielkiego, międzynarodowego zjazdu Ymki w Spale.
Znaczna część opisu międzywojennego dzieciństwa dotyczy problemów faszyzmu i antysemityzmu, który rozwijał się nawet w organizacji ZHP gimnazjum Batorego, do którego Jan Kulma uczęszczał od roku 1938. Jego matka znała sytuację w kadrze harcmistrzów jako członek Rady Naczelnej ZHP, regularnie spotykającej się w zamkowej rezydencji Prezydenta RP. Mówiła:

No więc, Jasiu, nie chcesz chyba być zamieszany w coś takiego?

Nie wstąpił do ZHP i wkrótce osobiście przekonał się o słuszności tej decyzji – np. dowiedział się, że harcmistrze jeździli na szkolenia ONR, na których uczono m.in. jak organizować pogromy Żydów, jak rozbijać lady w ich sklepach, aby wyglądało to na przypadek, jak skutecznie straszyć – wywoływać panikę.

### Okupowana Warszawa i powstanie warszawskie
1939–1940
Po kapitulacji Warszawy Helena Kulmowa z synem (kpt. Szczepan Kulma trafił do niewoli sowieckiej) została eksmitowana przez Niemców z przedwojennego mieszkania. Zamieszkała przy ul. Czackiego 14, u swojego brata, Bronisława.
Pierwsze trzy miesiące życia w okupowanej Warszawie, do Bożego Narodzenia 1939, 15-letni Jan Kulma spędził w „łóżku gipsowym”, z rozpoznaną gruźlicą płuc i kręgosłupa. Czytał wówczas liczne książki z dziedziny filozofii, fizyki, astronomii, chemii (Adler, Locke, Freud, Eddington, Bergson). Zafascynowało go „myślenie o myśleniu”, opisane w pracy Kartezjusza pt. Poszukiwanie prawdy przy pomocy światła naturalnego. Od tej chwili filozofia stała się największą pasją jego życia (uważał, że ona jest „najpewniejszym sposobem na ziemskie bytowanie”).
Lekturę Kartezjusza wspominał też z innego powodu:

Zrozumiałem, że trzeba się wypowiadać prostymi słowami. Że prawda nie lubi napuszonego języka i nie lubi bełkotliwych dywagacji, które często kryją nieuctwo pod nadętym słownictwem.

1941

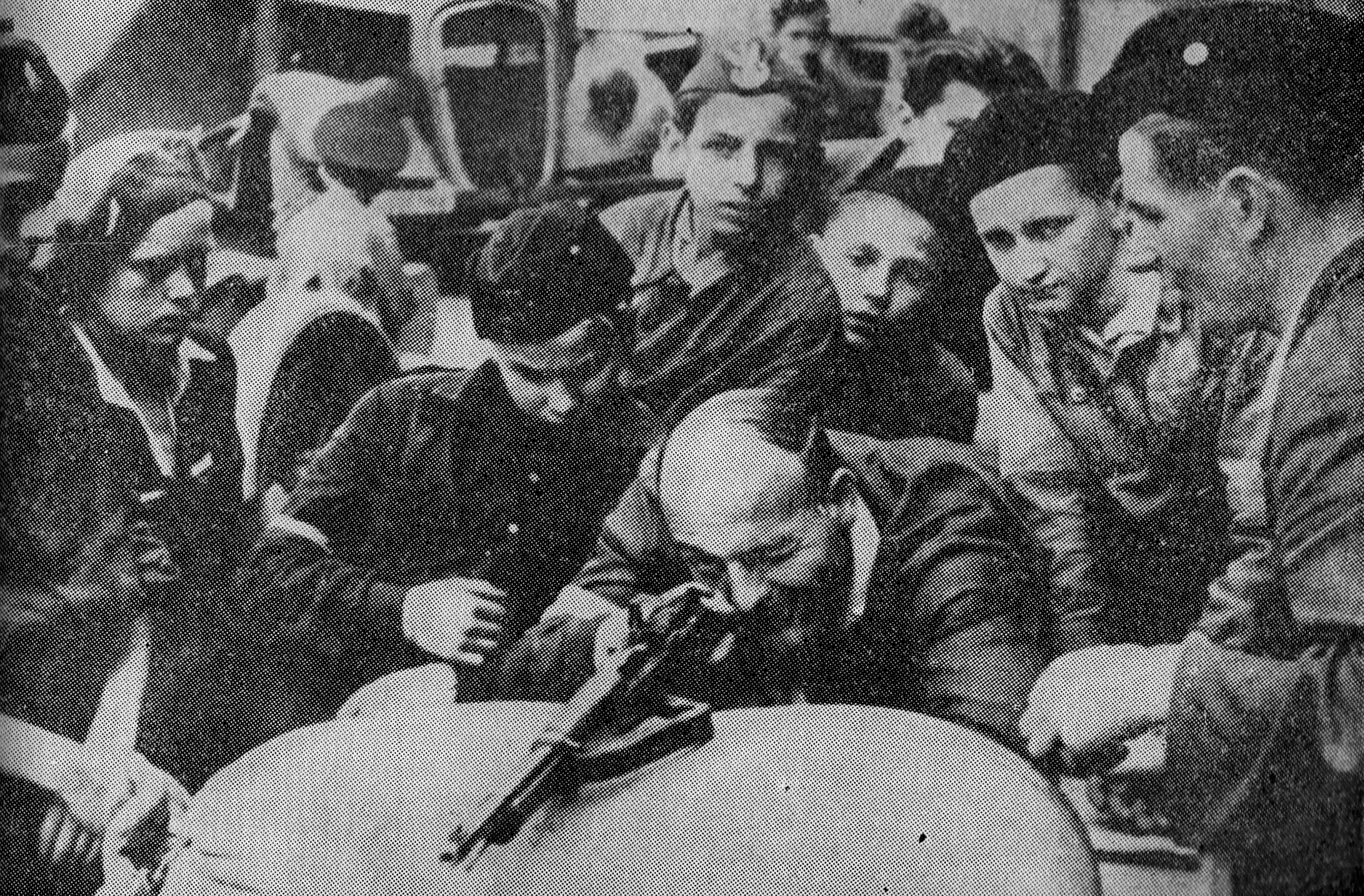
Szkolenie wojskowe młodych warszawiaków

Po powrocie do szkoły włączył się do konspiracyjnego harcerstwa i do „podziemnej podchorążówki”. Przysięgę wojskową złożył w kwietniu 1941 roku „w normalnym podziemiu, w wojsku podległym Rządowi w Londynie”. Od tego roku pracował przez kilka godzin w tygodniu jako pomocnik stelmacha na Woli (umożliwiło to uzyskanie oficjalnego dokumentu o zatrudnieniu).
W konspiracji był m.in. jednym z łączników, przenoszących przesyłki do placówki Delegatury Rządu na Kraj o kryptonimie „Zachód” albo „Kopalnia” w Ośrodku Szkolno-Wychowawczym dla Dzieci Niewidomych w Laskach, w której działali m.in. Zofia Morawska i Antoni Marylski, a kapelanem był ksiądz Wyszyński (zob. związki z Karolem Wojtyłą).

Tu żyli, działali, przyjaźnili się ludzie o skrajnie różnych poglądach.
Tu liczyła się sprawa, a nie ideologie.

1942
W swoich autobiograficznych esejach Jan Kulma pisał po wielu latach m.in.:

Rok 1942, na głowie mam mały sabotaż i małą maturę, i wielki codzienny strach. A ja – w środku tego paroksyzmu Wojny Światowej – zadręczam się pytaniem o sens życia.

Przy ul. Czackiego była prowadzona działalność konspiracyjna – odbywały się spotkania Delegatury Ministerstwa Odbudowy Kraju, przygotowywano „bibułę” (opracowania wyników białego wywiadu, opartego na treści niemieckich gazet), w kuchennej wnęce (za ustawionym tam gdańskim kredensem) ukrywał się przyjaciel wuja mec. Tylbor, oczekujący na dokumenty umożliwiające wyjście z żoną i córkami z getta. Wkrótce po dostarczeniu przez wuja fałszywych kenkart i zatarciu śladów pobytu mecenasa, do mieszkania weszli Niemcy. Wuj został aresztowany, a jego siostrzeńca uratował jeden z licznych „szczęśliwych przypadków”, które często wspomina. W czasie osobistej rewizji był głęboko przekonany, że nie uniknie aresztu, ponieważ miał w kieszeni kurtki podręcznik podchorążówki pt. Walka w mieście („sięgałem po śmierć”). Okazało się, że kieszeń jest pusta (jedną z wydanych po wielu latach Przedśmiertnych dykteryjek Jan Kulma zatytułował Kieszeń pełna cudów) – w czasie nieobecności Jana w domu książkę wypożyczył jego kolega, informując o tym tylko matkę.
Po rewizji i aresztowaniu wuja Jan ukrywał się w parafii św. Antoniego z Padwy w Radziwiłłowie u zmartwychwstańców w Radziwiłłowie, gdzie udostępniono mu celę zakonną. Przez kilka miesięcy był organistą i dawał korepetycje okolicznym dzieciom.
1943–1944
Gdy wuj został uwolniony, Jan wrócił do podchorążówki i do gimnazjum, podjęto jednak decyzję, że przerwa w nauce była zbyt długa – nie ma czasu na uzupełnienie zaległości przed końcem roku szkolnego. Uczęszczał do Szkoły Zaorskiego, gdzie zaliczył kurs fizjologii mózgu prof. Czubalskiego. Zapisał się też (jako eksternista) do „Lorencówki” przy ul. Brackiej 18 – męskiego humanistycznego gimnazjum Ludwika Lorentza, kierowanego przez Stanisława Helsztyńskiego. Jako silne wrażenie z tego okresu przyspieszonej nauki i eksternistycznych egzaminów (egzamin ustny z historii zdawał 7 czerwca 1944) zapamiętał pytanie profesora Milewskiego o okres Trzydziestu Tyranów w Atenach, a zwłaszcza swoje wątpliwości, dotyczące postawy Sokratesa wobec Spartan (zob. I i II wojna peloponeska).
Pierwszego sierpnia 1944 roku Jan Kulma należał do plutonu 125 (kompania 2 kapitana Bartoszka), rozlokowanego w zaroślach przy Alejach Ujazdowskich, w pobliżu miejsca, w którym o godzinie 16.30 pluton 126 zamontował w Ogrodzie Botanicznym trzycalowy ciężki moździerz (ze zrzutów angielskich), przechowywany do godziny „W” w garażu willi wuja Julka przy Parkowej 31. Niemcy, odpierający silny moździerzowy atak z Ogrodu Botanicznego, nie zwrócili uwagi na inną kompanię batalionu „Ruczaj” – Dywizjon „Jeleń”, który atakował gmach Gestapo od góry, nacierając dachami od strony ul. Litewskiej – oraz na natarcie trzeciej kompanii od ul. Nowowiejskiej (zdobyła kasyno przy al. Szucha 29).

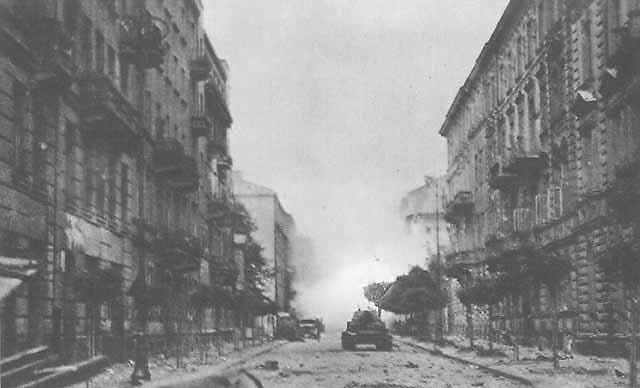
Ul. Piusa XI (po wojnie ul. Piękna) w czasie walki Batalionu „Ruczaj” o małą PAST-ę (22 sierpnia 1944)

Niemiecki atak, z użyciem karabinów maszynowych i czołgów, zmusił Kompanię 2 do wycofania się. Dowódca Tadeusz Bartoszek został śmiertelnie ranny w głowę. W czasie przedzierania się żołnierzy w kierunku Czerniakowa zginęło wielu kolegów Jana Kulmy. Swoje ujście z życiem zawdzięczał, jak twierdzi, kolejnym szczęśliwym przypadkom i pomocy sanitariuszek. Wyszedł z Warszawy przez Lasy Kabackie, ze szpitalem wojskowym. Pisał, że czuł się w tych dniach szczęśliwy. Do końca roku 1944 przebywał u rodziny w Bochni.

### Lata 1945–1961

#### Kraków
Po zakończeniu wojny rozpoczął studia na Uniwersytecie Jagiellońskim, na wymarzonym kierunku filozofia. Szybkie rozwiązanie pozornie trudnego problemu braku dokumentu, potwierdzającego zdanie egzaminu dojrzałości, ułatwił następny szczęśliwy przypadek – nieoczekiwane spotkanie na schodach Collegium Novum profesora Milewskiego, który w czerwcu 1944 pytał w Warszawie o epokę Trzydziestu Tyranów, a w roku 1945 był kuratorem okręgu krakowskiego. Kulma został przyjęty na UJ, otrzymał satysfakcjonujące stypendium i „jedynkę” w akademiku (jako członek Bratniaka, opiekujący się kasą tej organizacji). Miał możliwość swobodnego wyboru dodatkowych kursów, np. uzupełniania kwalifikacji muzycznych w PWSM. Jego szkolne koncerty nagradzano oklaskami, co po upływie wielu lat komentował: „to nie myślenie nas różni od zwierząt, ale próżność”. W „Dykteryjkach przedśmiertnych znalazły się jednak obok siebie stwierdzenia: „Moje życie po wojnie usłane było różami” i „żyłem na dnie rozpaczy […] bliski byłem wtedy myśli o samobójstwie”.
Wybitni krakowscy wykładowcy, tacy jak Władysław Tatarkiewicz, Roman Ingarden, Władysław Heinrich, Stefan Szuman, nie udzielali oczekiwanej odpowiedzi na pytania o sens życia. Przeżycia okresu powstania warszawskiego pogłębiły jego filozoficzne wątpliwości. Za szansę na zrozumienie tych problemów uznał wykorzystanie matematyki, poznanej na wykładach prof. Ważewskiego, np. pojęć liczby zespolone, jednostka urojona, luka Dedekinda.

#### Krynica
W czasie studiów przyjaźnił się ze studentami PWSM i ASP. Wraz z artystycznie uzdolnionymi kolegami (Cieślewicz, Konieczny, Lachowicz, Zubrzycki) spędzał m.in. ferie w Krynicy, w willi swojej matki („Niespodzianka”). Własnymi siłami (jako plastycy, autorzy tekstów, kompozytorzy i wykonawcy) utworzyli zespół artystyczny – teatr lalkowy, który występował m.in. w Sali Teatralnej Starego Domu Zdrojowego, w Muszynie, Żegiestowie, Piwnicznej. Ich działalność odbywała się pod szyldem „Gazety Krakowskiej” (jej redaktor naczelny, Arnold Mostowicz, wyraził na to zgodę, zastrzegając tylko: „Bez konfliktów ze służbami bezpieczeństwa”).
Jedno z przedstawień obejrzał Henryk Ryl, dyrektor teatru lalkowego „Arlekin” w Łodzi, który złożył Janowi Kulmie (kierownikowi zespołu) propozycję zajęcia się teatrami lalkowymi w Polsce.

#### Łódź
W Łodzi otrzymał stanowisko kierownika artystycznego w krajowej Dyrekcji Teatrów Lalkowych (w Zarządzie Teatrów, Oper i Filharmonii). W czasie podróży po kraju poznał środowisko artystyczne. Przełomowe wydarzenie (kolejny „szczęśliwy przypadek”) miało miejsce w czasie spotkania z łódzkimi pisarzami, którego celem było przekonanie słuchaczy, że warto pisać dla teatrów lalkowych. W czasie przedłużonej prelekcji nawiązywał do tradycji Grand Guignol, do średniowiecznych misteriów itp. Oczekiwał na ciekawe pytania i komentarze. W Dykteryjkach przedśmiertnych zanotował wspomnienie: …nagle śliczna brunetka podnosi rękę… Nareszcie… A brunetka mówi: „Przypominam, że nad panem przewodniczącym wisi zegar”. I zamiast dyskusji był wielki śmiech. A ja zaprosiłem brunetkę na kawę do Grandu.
Wkrótce Jan i Joanna Kulmowie zawarli małżeństwo. Byli nierozłączną parą twórców, określanych jako „osobni i przekorni, obdarzeni wielką pogodą ducha, jasnością postawy wobec świata i czasu, który upływa”. W roku 1961 podjęli decyzję, która często budzi zdziwienie. Zdecydowali się na przeprowadzkę do Strumian koło Stargardu, mimo że Maciej Szczepański (w latach 1972–1980 przewodniczący Komitetu ds. Radiofonii „Polskie Radio”) proponował Janowi Kulmie stanowisko w Telewizji Polskiej.

### Strumiany (1961–1996)
W 1961 roku Jan Kulma z żoną (już wówczas cenioną poetką) zamieszkali w wiejskim domku w Puszczy Goleniowskiej, we wsi Strumiany. Nie zamierzali być eremitami lub ascetami. Zdecydowali się na wiejskie życie, zapewniające niezależność, życie w bliskości natury, poza układami, lecz w kontakcie z wieloma ludźmi (m.in. ze społecznością lokalną i licznymi przedstawicielami środowiska artystycznego). Zawierali umowy na realizację inscenizacji w różnych miastach Polski, a Joanna Kulmowa publikowała kolejne tomiki wierszy, pisała powieści, tłumaczyła libretta oper, wykonywała korekty itp.
Oboje byli zainteresowani „myśleniem o myśleniu” oraz filozofią, w tym myślami Epikura i jego zasadami etycznymi – poznawaniem istoty szczęścia. Joanna Kulmowa swoje przekonanie o wyższości natury nad kulturą wyrażała w wierszach, Jan Kulma studiował dzieła filozofów starożytnych i współczesnych (zob. np. logika formalna, filozofia analityczna i in.), analizował dotychczas nierozwiązane problemy etyki i sensu życia „metodą suplementarną”.
Gościli w Strumianach wielu przedstawicieli artystycznego środowiska. Współpracowali i podróżowali m.in. z Janem Szyrockim i jego chórem (1967), z Grześkowiakiem, Koftą, Nieżychowskim, Litwinem i Dudą-Graczem realizowali w Strumianach telewizyjny program „Starostrumiańska Akademia Kodeksu Drogowego” (1973), w czasie stanu wojennego (1981) swój „Różowy Domek” udostępnili jako kryjówkę „ekipie remontowej” – grupie ukrywających się opozycjonistów (wyremontowali dom „za cztery tysiące, czyli prawie za bezcen”). Współpracowali z przywódcami Solidarności (ze Szczecina i innych miast). Zarabiali na utrzymanie w kościołach, w których Jan był organistą, a Joanna śpiewała na ślubach Ave Maria. W tym czasie założyli parafialny chór dziecięcy i zespół wokalno-teatralny, który występował w kościołach kilkunastu miast w Polsce, a również w Watykanie, na zaproszenie Jana Pawła II, gdzie był przyjęty entuzjastycznie. Jan Kulma jest też dumny z wydarzenia zainicjowanego w roku 1985 i zorganizowanego wspólnie z miejscowym księdzem Piotrem:

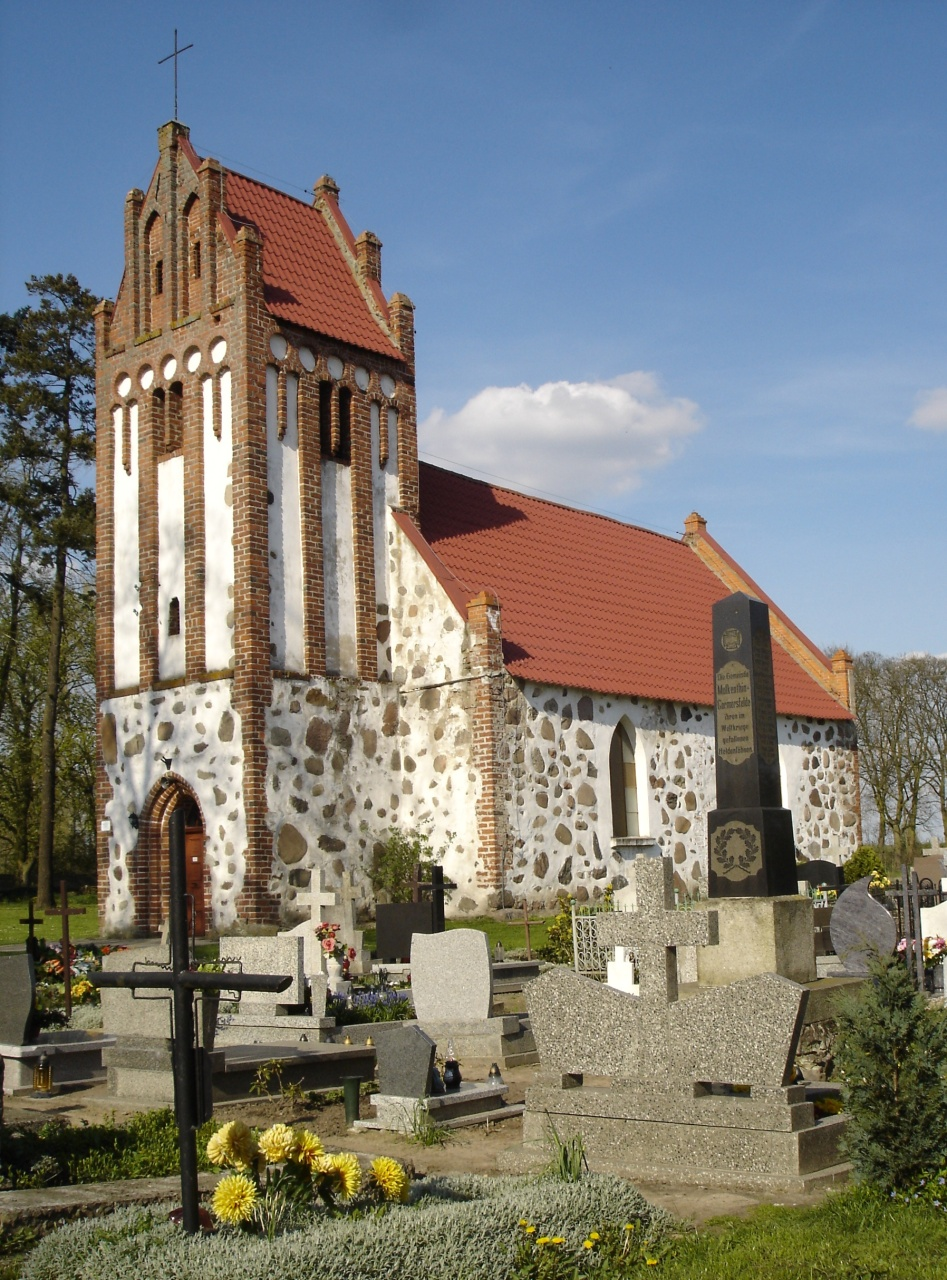
Kościół w Małkocinie

Chciałem w dniu świętego Michała, patrona kościoła parafialnego, 29 września, we wszystkich sześciu kościołach zrobić tygodniowy odpust. Żeby były rekolekcje, procesje, spotkania z artystami i naukowcami. Że musimy zaprosić ludzi z całej Polski! […] Ksiądz Piotr jest pełen dziecięcej wiary, nadziei i miłości…

Pomysł wsparł o. Stanisław Opiela, włączyli się m.in. Andrzej Wajda, Jacek Fedorowicz, Ernest Bryll, Tadeusz Kaczyński z Filharmonią im. Traugutta. Zaangażowani mieszkańcy Strumian, Sowna, Przemocza, Małkocina, Poczernina, Warchlina przygotowali kwatery dla znakomitych gości (występujących w kościołach) i ugościli delegacje z Łodzi, Słupska, Gdańska, Lubina i Głogowa (górników w paradnych strojach, którzy chodzili po wsiach, śpiewając „Ojczyzno ma”). W każdym z kościołów śpiewał strumiański chór. W Warchlinie powtórzono widowisko „Gorzkie Żale Dzieci Chrystusowych”, pokazywane wcześniej w Łodzi i Warszawie. Milicyjne terenowe samochody, krążące wokół wsi na sygnale, nie zakłóciły przebiegu odpustu.
Kulmowie byli „ciocią i wujem” dla licznego grona młodych artystów, którym pomagali w początkowym okresie kariery. Pierwszymi „siostrzeńcami” z „leśnej akademii teatralnej” byli Alicja Węgorzewska-Whiskerd, Wojciech Wysocki, Anna Januszewska, Dosia (Skibianka) ze Stargardu, Kuba Szyliński ze Szczecina (według Kulmów „wymarzony, wysoki, rasowy hrabia dla teatru”, który wybrał film i telewizję), utalentowany Krzysio Bauman, który osiągnął sukces mimo wielu trudności. „Siostrzeńcy” są przez Kulmów odznaczani kopiami medalu z napisem „Piętnaście lat walki i męczeństwa” (medal wykonał dla Kulmów Jerzy Duda-Gracz z okazji piętnastej rocznicy ich ślubu). „Siostrzeńcami” Kulmów są również liczni wychowankowie Rodzinnego Domu Dziecka prowadzonego przez Weronikę i Grzegorza Dowlaszów.
W roku 1992 Jan Kulma przebył rozległy zawał przedniej i bocznej ściany serca (ujawniły się ujemne strony wiejskiego życia, daleko od szpitala), a cztery lata później wieś straciła swój urok w wyniku uruchomienia uciążliwej fermy norek.

Solidarność zwyciężyła, „komuna” została pobita i wrócił kapitalizm, który natychmiast łaskawie otworzył granice dla śmierdzieli. Kulmowie „skapitulowali w obliczu codziennego fetoru zwierzęcych odchodów”.

Joanna i Jan Kulmowie wrócili do Warszawy, mimo że mieli zamiar pozostać w Strumianach do śmierci (wybrali już dla siebie cmentarz w Sownie).

### Warszawa po roku 1996

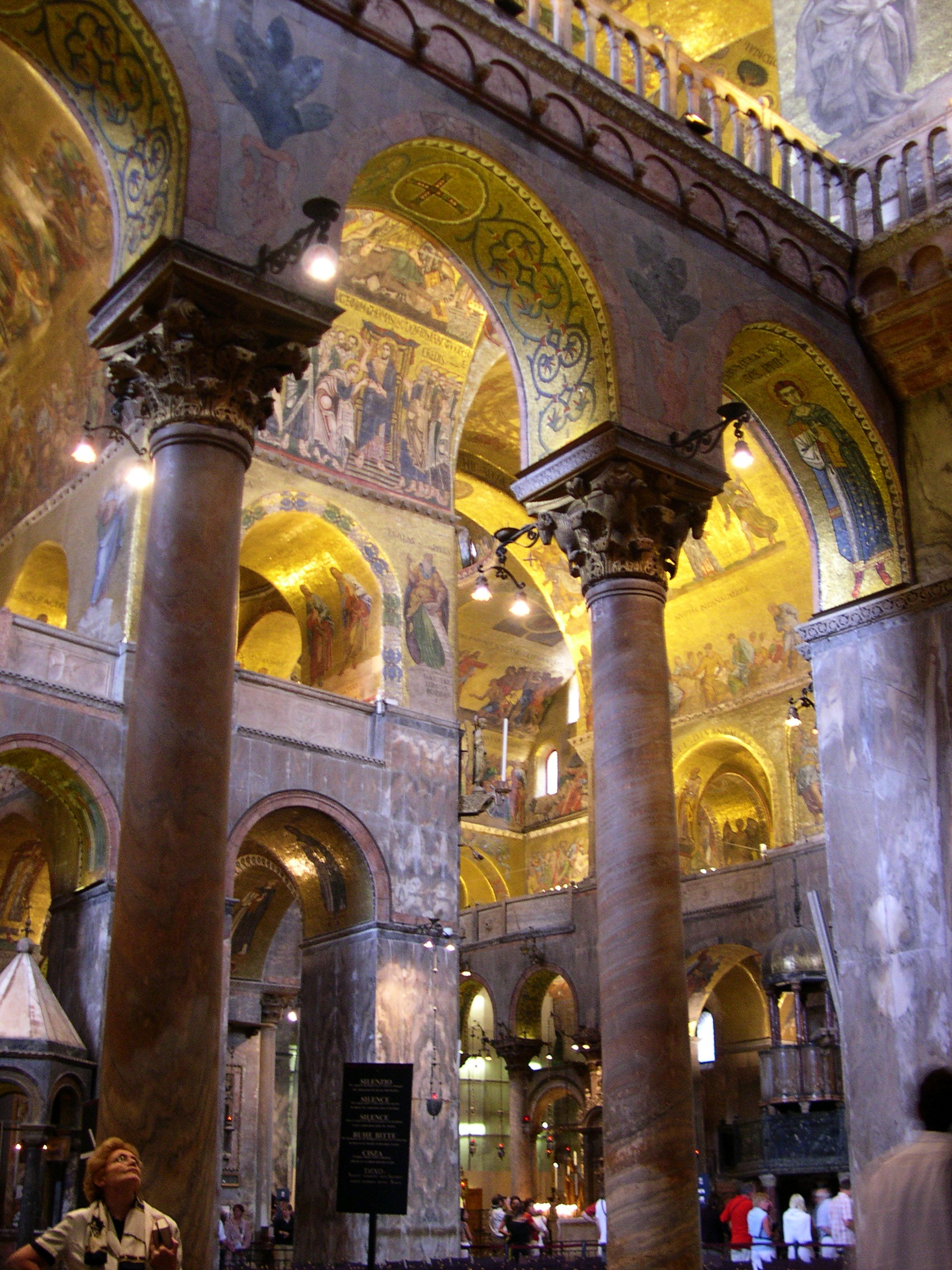
Pamiątką Kulmów z Wenecji jest srebrny aniołek, który „do dziś dzwoni nam srebrnym dźwiękiem, aby nam przypominać złote niebo w Bazylice Świętego Marka“

W Dykteryjkach przedśmiertnych Jan Kulma napisał: „Pierwsze olśnienie lat warszawskich zrobiło z nas globtroterów. Więc szurnęliśmy się do Wenecji”. W czasie wędrówki po mieście za pięknym, weneckim mostkiem, zobaczyli wielki kościół z napisem „Chiesa San Moise”. Mojżesz święty? W zakrystii odbyli rozmowę z księdzem, „jak najbardziej katolickim”, od którego usłyszeli, że w Wenecji są również kościoły pod wezwaniem św. Zachariasza, św. Jeremiasza, św. Hioba. 

I wywraca się nam cała Wenecja […] ci żydowscy święci przyczepili się do nas. A szczególnie Hiob.

 Jedna z dykteryjek Kulmy jest zatytułowana Święty Hiob.
Kulmowie wybierali się również na wędrówki po Tatrach. Jan Kulma brał w nich udział wbrew zaleceniom lekarzy (miał kilka zawałów i cztery tętniaki). Wyjątkowy z serii przypadków (tych, które przez całe życie „trzymają się Kulmów”) zdarzył się, gdy samotnie wybrał się na Giewont (Kulmowie nie poszli tam wcześniej, ponieważ unikają zatłoczonych szlaków). W drodze powrotnej spotkał wspinającego się „drugiego siwego brodacza”, niosącego aparat fotograficzny ze statywem. Po wymianie kilku grzecznościowych zdań spotkany turysta zrobił zdjęcia i poprosił Kulmę o adres, bo chciałby przysłać odbitki z Australii, gdzie miał wracać następnego dnia. Poinformował, że przyjechał do Polski tylko na kilka dni, aby spotkać się z kolegami z powstania. Szybko okazało się, że obaj walczyli 1 sierpnia w Batalionie „Ruczaj”, mieli wspólnych kolegów z „Batorego… Jednym z nich był Janek Kulczycki, który zastrzelił jeńca niemieckiego, ponieważ „ordynarnie wymyślał na Polaków, że świnie, że bandyci”. Sąd polowy AK skazał Janka na rozstrzelanie (później został zrehabilitowany i wymieniony na szkolnej pamiątkowej tablicy wśród zdobywców małej PAST-y). Dodatkowo okazało się, że oddział „drugiego brodacza” został, po zdobyciu PAST-y, przerzucony na ulicę Czackiego. Przed kolejną akcją nocowali w domu nr 14 (Helena Kulmowa „szykowała im jaśki(!), żeby mieli coś miękkiego pod głowę”).
Jan Kulma stwierdził: „To prawda, że ta prawda jest zbyt wymyślna”, a Joanna skomentowała: „Wszystko w porządku, ale mnie tam nie było i nie masz świadka tego przypadku”.
W Warszawie Kulmowie dwukrotnie zorganizowali międzynarodowe spotkania literackie (Joanna Kulmowa w latach 1996–1998 była prezesem stołecznego oddziału Stowarzyszenia Pisarzy Polskich). W czasie VI Warszawskich Dni Literatury „Polska Rzecząpospolitą wielu narodów” odbyło się prawykonanie „Kantaty o Rzeczypospolitej”, którą skomponował Marek Jasiński ze Stargardu.
Jan Kulma zdecydował się, pod wpływem żony, opisywać wydarzenia swojego życia w formie zbioru esejów-gawęd .

## Twórczość

### „Poszukiwanie prawdziwej etyki…”
Jan Kulma był zafascynowany filozofią od roku 1941 – chwili, gdy zapoznał się z tekstem rozprawy Kartezjusza pt. Poszukiwanie prawdy przy pomocy światła naturalnego (fr. La recherche de la verite par la lumière naturelle). Od tego czasu filozoficzne „myślenie o myśleniu” i poszukiwania sensu życia stały się jego pasją. Od początku odrzucał hipotezy, dotyczące istnienia wszechmyślącego absolutu i koncepcje świata, jako myśli Boga. Studiując filozofię ścisłą, stwierdził, że analizowanie filozofii Kartezjusza, Pascala i Leibniza wymaga znajomości geometrii analitycznej, rachunku prawdopodobieństwa, rachunku różniczkowego. Szczególnie inspirujące okazały się wykłady Tadeusza Ważewskiego (geometria analityczna) na temat braku możliwości podziału zbioru nieskończonego na dwie równe części (zob. liczebność i moc zbioru) – równocześnie otrzymuje się trzeci zbiór nieskończony („luka Dedekinda”; zob. Richard Dedekind, przekrój Dedekinda, aksjomat ciągłości). Poznał też problemy n-wymiarowej przestrzeni Hilberta z abstrakcyjnym iloczynem skalarnym („wektor Hilberta”) oraz rachunek liczb zespolonych, który jest stosowany w wielu dziedzinach nauki (fizyka, chemia, mechanika kwantowa, biologia, elektrotechnika, statystyka i in.). Jednostką urojoną (łac. imaginarius) liczby zespolonej jest {\displaystyle i,} której druga potęga jest równa {\displaystyle -1,} czyli:
{\displaystyle i} = {\displaystyle {\sqrt {-1}}} (pierwiastek algebraiczny z liczby −1).
Dedekind nazwał Imaginarius {\displaystyle (i)} „Bogiem matematyki”, ponieważ odpowiada definicji Boga, podanej przez św. Tomasza z Akwinu: est qui est, et quid est nescimus (jest który jest, a czym jest nie wiemy).
Kulma stwierdził, że jego filozofia musi korzystać z rachunku zespolonego, że rozwiązanie problemów, z którymi chce się zmierzyć, tkwi w logice matematycznej.
W roku 1962 rozpoczął rozumowanie, które „miało służyć etyce i to takiej etyce, która wynika z prawdziwego celu życia”. Wykorzystał stosowany w logice rachunek zdań i rachunek nazw (zob. rachunek predykatów pierwszego rzędu, ontologia Leśniewskiego), a w nim klasy:

- nazwy pełne: wiemy CO jest i wiemy, że to JEST (mają esencję i egzystencję).
- nazwy, byty puste, o których wiemy czym są, ale zarazem wiemy, że ich nie ma (esencja bez egzystencji).

[Stwierdził:] dla {\displaystyle {\sqrt {-1}}} trzeba wprowadzić trzecią klasę, którą nazwałem KLASĄ BIAŁĄ: w tej klasie byty nie mają esencji, mają za to egzystencję (egzystencja bez esencji), czyli określa je definicja świętego Tomasza (dotycząca Boga): EST QUI EST, QUID EST NESCIMUS.

Podejmując próby przetłumaczenia osobliwości rachunku zespolonego na język logiki formalnej, miał świadomość, że wprowadza do logiki sprzeczność, która narusza świętą zasadę spójności ludzkiego myślenia (zob. zasada niesprzeczności), jednak wskazywał, że o sprzecznościach i antynomiach mówili już starożytni filozofowie (Anaksymander, Heraklit, Demokryt i in.).

Dlaczego nie było totalnego protestu? Otóż wytłumaczenie jest jedno: te sprzeczności to nie błędy, które muszą być przez umysł odrzucone, lecz ZŁUDZENIA UMYSŁOWE.

Metodę swoich wieloletnich analiz i wnioski przedstawił w największym skrócie:

Telegraficznie wygląda to tak: osobliwość rachunku zespolonego przeniosłem (izomorficzne odwzorowanie) do logiki formalnej, gdzie wprowadziłem nazwy „białe” (nazwy, które mają egzystencję, a nie mają esencji). Z tej osobliwości wynikło „myślenie białe” (wyobraziłem sobie statek, który pozbywa się ładunku, aby uratować się opresji i przepłynąć przez mieliznę). I jeszcze musiałem wesprzeć się PANEM Q, który istnieje (hipotetycznie) gdzieś w wymiarze „i” – a który wie wszystko, czego ja nie wiem (Kant też o tym myślał).
… Z tej drabinki myślowej wyniknął paradoksalny wniosek, że naczelną wartością życia jest niewątpienie. Niewątpienie, a więc niemyślenie.
… Dlaczego u człowieka myślenie jest stanem permanentnym? Dlaczego człowiek nieustannie musi myśleć i ciągle ma do poskładania jakieś tam kijki, którymi chce osiągnąć jakiś tam banan? A bo myślenie się wyalienowało! Było potrzebne i człowiek – zwierzę stał się homo sapiens. Ale teraz myślenie nie jest już naszym narzędziem, a my staliśmy niewolnikami myślenia. To nie myśl pracuje dla człowieka, lecz człowiek musi znaleźć temat dla myśli, która się nudzi i która musi czymś się zająć.

Maszynopis pracy Poszukiwanie prawdziwej etyki przy pomocy metody suplementarnej został przekazany Bibliotece Głównej Uniwersytetu Szczecińskiego (Sala Strumiańska).

### Dykteryjki przedśmiertne
W roku 2014 ukazało się pierwsze wydanie zbioru Dykteryjki przedśmiertne, a w roku 2015 – Dykteryjki przedśmiertne poprawione! .
Kolejne krótkie rozdziały dotyczą zdarzeń z życiorysu autora, rzetelnie opisywanych na ich historycznym tle i w nawiązaniu do współczesności, dotyczą problemów, występujących w II Rzeczypospolitej, problemów powstania warszawskiego, paradoksów pierwszych lat powojennych i czasów stalinizmu, Gomułki, Gierka, okresu euforii Solidarności i dalszych. Rzetelny opis uczestnika wydarzeń często kłóci się z obowiązującym kanonem w historiografii.
Autor książki próbuje również przedstawić założenia i wyniki swoich 40-letnich analiz filozoficznych, dotyczących sensu życia, etyki, wiary, szczęścia.
W ostatnim rozdziale pt. Moja spowiedź Jan Kulma napisał m.in., że:

… moja wiara [jest] zgodna zarówno z moją filozofią i moją etyką, jak i z katolicyzmem, jak i z buddyzmem, i z chasydami, i z amiszami, i z różnymi grupami, które stanowią pospołu jedną wielką Owczarnię Pana Boga. […]
Czy dostanę rozgrzeszenie? Jeśli istnieje Bóg, w którego z obowiązku wierzy ksiądz, a ja wierzę z przymusu logicznego – to moja sprawa zostanie sprawiedliwie rozsądzona na Sądzie Ostatecznym i żaden człowiek nie może przewidzieć, jaki to będzie wyrok. Nietaktem wobec Boga jest wyprzedzanie Jego woli i ofiarowanie rozgrzeszenia w Jego Imieniu.

Opinie
W prywatnym liście do autora Teresa Torańska napisała o Dykteryjkach: „Książka jest fantastyczna. […] Piękna polszczyzna, poczucie humoru – same delicje…” a Michał Głowiński zauważył, że splot opisów podstawowych problemów egzystencjalnych z żartem i ironią pogłębił ich wymowę; porównał prozę Kulmy do prozy Mirona Białoszewskiego, dodając, że „oczywiście o żadnej zależności czy nawiązywaniu mowy być nie może”.

### Reżyseria
Jan Kulma reżyserował m.in. ponad 20 sztuk teatralnych i oper. W Encyklopedii teatru zamieszczono listę:

- 1959 – Traviata, Giuseppe Verdi w Warszawskiej Operze Objazdowej
- 1960 – Orfeusz w piekle, Jacques Offenbach, Operetka Warszawska
- 1961 – La serva padrona, Giovanni Baptista Pergoles, Filharmonia Narodowa
- 1963 – Aptekarz, Joseph Haydn, Filharmonia Narodowa
- 1963 – Amfitryjon polski, czyli Odprawa Bogów Greckich, Filharmonia Narodowa
- 1965 – Samochwał albo amant wilkołak, Teatr Polski w Warszawie
- 1972 – Pałac Lucypera, Karol Kurpiński, Opera im. Stanisława Moniuszki w Poznaniu
- 1972 – Karmaniola, czyli od Sasa do Lasa, Stanisław Moniuszko, Warszawska Opera Kameralna
- 1972 – La Serva Padrona, G. Paisiello, Warszawska Opera Kameralna
- 1972 – Szarlatan, Karol Kurpiński, Warszawska Opera Kameralna
- 1972 – Wesele Amora i Psyche, B.M. Capua, Warszawska Opera Kameralna
- 1972 – Mozart i Salieri, Nikołaj Rimski-Korsakow, Warszawska Opera Kameralna
- 1973 – In medio vero omnium residet, Jerzy Maksymiuk, Warszawska Opera Kameralna
- 1974 – Amfitryjon polski, czyli Odprawa Bogów Greckich, Joanna Kulmowa, Warszawska Opera Kameralna
- 1978 – Pimpinone, Georg Philipp Telemann, Opera im. Stanisława Moniuszki w Poznaniu
- 1994 – Pimpinone, Georg Philipp Telemann, Opera Wrocławska

Dla Teatru Telewizji reżyserował m.in.:
1957 – Jest tam kto?, William Saroyan (z Joanną Kulmową)
1958 – Opowieść o żołnierzu, Charles Ferdinand Ramuz
1959 – Dzielny ołowiany żołnierz, Hans Christian Andersen
1960 – Bunt aniołów, Anatole France
W telewizyjnej inscenizacji „Opowieści o żołnierzu” (1958) wystąpili wybitni polscy aktorzy i tancerze (recytatorem był Władysław Hańcza). Jerzy Waldorff napisał w recenzji: … Całość prowadził Jan Kulma, dobrze zapowiadający się młody reżyser. W innych recenzjach pisano m.in.:

… realizacji dokonał Jan Kulma, reżyser nie tylko pełen bogatej inwencji, obdarzony wielką kulturą artystyczną, ale też dysponujący doskonałą techniką reżyserii telewizyjnej. Owa technika, to umiejętność wykorzystania środków warsztatowych dla uzyskania swobody przestrzennej, swobody operowania obrazem, tempa akcji, jej dynamiki itd. W „Opowieści” współgrają ciekawe, ogólne koncepcje reżyserskie z pomysłowymi epizodycznymi „trickami”

… Jak dwie osoby mogły występować w jednej roli? Otóż […] żołnierz i diabeł, których grali kolejno – J. Woszczerowicz i W. Siemion – w dialogach oraz L. Wójcikowski i W. Borkowski – w tańcu i pantomimie, byli tak ucharakteryzowani i ubrani, że nikt z widzów nie zauważył wymiany aktorów. Był to swego rodzaju majstersztyk reżyserii i realizacji telewizyjnej Jana Kulmy

## Odznaczenia i wyróżnienia
- Krzyż Kawalerski Orderu Odrodzenia Polski (15 lipca 2019, „za wybitne zasługi dla niepodległości Rzeczypospolitej Polskiej”)[74]
- Krzyż Armii Krajowej[75]
- Medal Wojska[75]
- Warszawski Krzyż Powstańczy[75]
- Srebrny Medal „Zasłużony Kulturze Gloria Artis” (2011)[76].

W 1959 Jan Kulma otrzymał Nagrodę Radia i Telewizji za telewizyjne inscenizacje „Historii o żołnierzu” oraz widowiska „Piotruś i wilk”,
25 marca 2003 roku w Pałacu Branickich miała miejsce uroczystość wręczenia Joannie Kulmowej i Janowi Kulmie Ogólnopolskiej Nagrody Artystycznej „za żarliwość w poszukiwaniu sensu życia, głębokiej radości życia i nadziei” – „Lauru Izabelli Elżbiety z Poniatowskich Branickiej” (nagroda przyznawana przez Fundację Edukacji i Twórczości w Białymstoku).